# Ariadne (planetka)
(43) Ariadne je planetka nacházející se v hlavním pásu asteroidů. Její průměr činí asi 66 km. Byla objevena 15. dubna 1857 britským astronomem N. R. Pogsonem.